# Rafael Calzada Fernández
Rafael Calzada Fernández (1854-1929) fue un jurista español, emigrado a Argentina.

## Biografía
Nació en la localidad asturiana de Navia el 23 de enero de 1854, en la casa número 3 de la calle del Hospital, siendo sus padres el antiguo notario de esta villa, Rafael F. Calzada, y Rosa Fernández Luengas. 
Estudió latinidad en la inmediata aldea de Folgueras (Coaña), en la margen izquierda del río Navia, siendo su preceptor José Maria Villamil, y los de bachillerato en el Instituto de Casariego, de Tapia, distinguiéndose siempre como alumno de los más aventajados. Cursó la carrera de Derecho en las universidades de Barcelona y Madrid; pero amante de su tierra natal, no quiso recibir la investidura de abogado sino en la de Oviedo, mereciendo en los ejercicios, celebrados el 17 de junio de 1875, la calificación de sobresaliente. 
Comenzó su carrera practicando en Madrid al lado de Francisco Pi y Margall, y desde antes de terminarla, se había distinguido ya como redactor del antiguo periódico republicano La Discusión, en el cual demostró disposición para la literatura, en artículos y poesías que se publicaron tanto en este, como en otros periódicos de Madrid y Oviedo. 
En el mismo año de su reválida, ante la imposibilidad de hacer oposiciones a la carrera de la magistratura, por la que sentía decidida vocación, pues le faltaba suficiente edad y comprendiendo lo difícil que era en España abrirse paso en el ejercicio de la profesión, resolvió ir a establecerse en Buenos Aires, capital de la República Argentina, donde a poco de llegar entró a formar parte del bufete de José María Moreno, decano de la Facultad de Derecho y senador. 
Al año siguiente, previo examen general, se graduó de doctor en Derecho y casi al mismo tiempo el doctor Moreno le encargaba de dirigir la Revista de Legislación y Jurisprudencia. Falleció en 1929.
Rafael Calzada Fernández tenía su bufete en la calle Villa Calzada F.C. SUD Argentina. En mayo de 27 de 1926 dirige una carta al Señor D. Marcelino Suárez González, último esposo de la gran escritora nacida en Santander (Cantabria) Doña Elena Quiroga de Abarca de origen gallego. La carta indicada lo hace para comunicar a D. Marcelino Suárez González que está en prensa su Tomo IV y el V, los formará como sus libros " Cincuenta años de América", ( sus " Memorias"), a los cuales agrega sus 20 años en España antes de venirse como emigrado a la República Argentina, los cuales comprende la revolución del 68, la guerra carlista, la república, su caída, la restauración, etc. , etc.
En Argentina fue muy bien recibidas sobre todo el Tomo I, Katara, narración polinésica, del que se han ocupado con mucho elogio eminentes escritores de España, académicos y grandes críticos.
La localidad de Rafael Calzada, en Argentina, lleva su nombre.

## Obras
- A la colectividad española de la República Argentina. Discursos. Con prólogo de Calixto Oyuela. Buenos Aires: Imprenta de "El Correo Español". 1900.
- Navia a su hijo predilecto. Madrid: Imprenta de Ricardo Fé. 1902.
- Rasgos biográficos de José Segundo Decoud: homenaje en el 4º aniversario de su fallecimiento, 4 de marzo de 1909. Buenos Aires. 1913.
- Narraciones. Prólogo de Salvador Rueda y Santos. Buenos Aires: Establecimiento Gráfico Robles & Cía. 1914.
- La patria de Colón. Buenos Aires: J. Roldán. 1920.
- Obras completas. En cinco volúmenes. Buenos Aires: J. Menèndez e hijo. 1924-1927.

- Katara: recuerdos de Hana Hiva (narración Polinésica). Obras Completas (Tomo I). Buenos Aires: Librería y Casa Editora de Jesús Menéndez. 1924.
- Narraciones. Obras Completas (Tomo II). Prólogo de Salvador Rueda; ilustraciones de Apeles Mestres, Vaamonde, Peláez, Rojas, Hohmann, Friedrich, etc. (2ª edición). Buenos Aires: Librería y Casa Editora de Jesús Menéndez. 1925.
- La patria de Colón. Obras Completas (Tomo III) (2ª edición). Buenos Aires: Librería y Casa Editorial de Jesús Menéndez. 1926.
- Cincuenta Años de América. Notas autobiográficas. Vol. 1. Obras Completas (Tomo IV). Buenos Aires: Librería y Casa Editora de Jesús Menéndez. 1926.
- Cincuenta Años de América. Notas autobiográficas. Vol. 2. Obras Completas (Tomo V). Buenos Aires: Librería y Casa Editora de Jesús Menéndez. 1927.